# Lucas Lichtenhan
Lucas Lichtenhan (* 28. Juni 1898 als Richard Lichtenhahn in Basel; † 8. September 1969 ebenda) war ein Schweizer Kunsthistoriker, Kurator und Kunsthändler.

## Leben
Lucas Lichtenhan wuchs in seinem Elternhaus an der Stiftsgasse in der Basler Altstadt auf. Vom 29. August 1913 bis 5. April 1918 war er am Gymnasium der Evangelischen Lehranstalt in Schiers. Dort traf er u. a. Christoph Bernoulli, ebenfalls aus Basel, Zaccaria Giacometti und den drei Jahre jüngeren Alberto Giacometti, welcher im Herbst 1915 im Alter von vierzehn Jahren in die Schule eintrat. Mit Alberto Giacometti verband ihn über die Schulzeit hinaus eine enge Freundschaft. Nach der Matura studierte er im Hauptfach Deutsche Literatur, in den Nebenfächern Philosophie und Kunstgeschichte an der Universität Basel u. a. bei Friedrich Rintelen, Professor für Kunstgeschichte. Die Freundschaft mit Rintelen war für Lichtenhans Hinwendung zur bildenden Kunst ausschlaggebend. Nach der Promotion 1925 war er als Kunsthändler tätig. 1934 wurde er auf Empfehlung von Wilhelm Barth zum Konservator der Basler Kunsthalle gewählt. In den folgenden sechzehn Jahren kuratierte er dort viele wichtige und erfolgreiche Ausstellungen. Die Kunsthalle Basel war in dieser Zeit ein europaweit geachtetes Institut.
Lichtenhan war ein Kunstliebhaber und genoss als Kenner der französischen Kunst des 19. Jahrhunderts internationales Ansehen. In Führungen durch die Ausstellungen vermochte er das Publikum durch seine grossen Kenntnisse für die Kunstwerke zu begeistern. Neben regelmässiger Berücksichtigung der Basler Künstler hat er immer wieder die grossen Schweizer Künstler des 19. und 20. Jahrhunderts gezeigt: Koller, Buchser, Auberjonois, Hodler, Meyer-Amden, Vallotton. Als im Zweiten Weltkrieg Kunsttransporte über die Grenze fast nicht mehr möglich waren, halfen ihm die während seiner Tätigkeit als Kunsthändler geknüpften Kontakte zu Künstlern, Sammlern und Museen in der Schweiz weiterhin qualitätsvolle Ausstellungen zu programmieren. Die Ausstellungen im Herbst 1947 mit Werken von Vincent van Gogh und im Frühling 1948 mit Werken Auguste Rodins waren mit je 35000 Besuchern ein ausserordentlicher Erfolg. In seiner letzten grossen Ausstellung für die Kunsthalle, der Impressionisten-Ausstellung 1949 mit 244 Werken, wurden Claude Monets Seerosenbilder erstmals ausserhalb von Frankreich gezeigt.
Nach seinem gesundheitsbedingten Rücktritt 1949 widmet er sich wieder dem Kunsthandel und betrieb am Aeschengraben in Basel die Galerie Pro Arte mit einer internationalen Kundschaft. Er war jedoch noch für weitere Ausstellungen in der Kunsthalle verantwortlich. So organisierte Lichtenhan zusammen mit seinem Freund Christoph Bernoulli die erste öffentliche Präsentation mit Werken von Alberto Giacometti nach dem Zweiten Weltkrieg (1950). Dort erwarb die Emanuel Hoffmann-Stiftung eine Skulptur und zwei Gemälde für das Kunstmuseum Basel – der erste Ankauf für ein schweizerisches Museum. Ebenso eine grosse Retrospektive von Goya mit mehr als zweihundert Werken wurde von ihm geplant und im Jahr 1953 durch seinen Nachfolger Robert Thomas Stoll eröffnet.
Lucas Lichtenhan war verheiratet und hatte zwei Kinder.

«Durch seine Tätigkeit an der Kunsthalle und als privater Vermittler hat Lucas Lichtenhan in Basel reiche Spuren hinterlassen.»

## Ausstellungen (Auswahl)
Siehe auch: Liste der von Lucas Lichtenhan betreuten Ausstellungen in der Kunsthalle Basel
- 1933: Henri Rousseau
- 1935: Giovanni Segantini
- 1935: André Derain
- 1935: Arnold Fiechter
- 1936: Lovis Corinth
- 1936: Paul Cézanne
- 1937: Albert Anker
- 1938: Maurice de Vlaminck
- 1939: Eugène Delacroix
- 1940: Niklaus Stoecklin
- 1941: Schweizer Volkskunst
- 1943: Kunstwerke des 19. Jahrhunderts aus Basler Privatbesitz
- 1943: 10 Jahre Gruppe 33
- 1945: Wassily Kandinsky
- 1947: Piet Mondrian
- 1947: Oskar Kokoschka
- 1947: Henri de Toulouse-Lautrec
- 1947: Vincent van Gogh
- 1948: Juan Gris, Georges Braque und Pablo Picasso
- 1948: Auguste Rodin
- 1949: Impressionisten (Monet, Pissarro, Sisley, Vorläufer und Zeitgenossen)
- 1950: André Masson, Alberto Giacometti
- 1953: Francisco de Goya

## Werke und Literatur
- Lucas Lichtenhan: Hölderlin als Politiker. Diss., Basel 1923.
- Lucas Lichtenhan: Paul Burckhardt: 48 Wiedergaben von Gemälden und Zeichnungen. Basel 1943.
- Henry Toulouse-Lautrec, Ausstellungskatalog, Göteborg 1955.
- Lucas Lichtenhan, Beiträge zur Kunst, Basel 1958.
- Lukas Gloor: 150 Jahre Basler Kunstverein. 1839–1989, Basel 1989, S. 183–185.